# Деон Едвін
Деон Едвін (нар. 9 жовтня 1992, Ларамі, Вайомінг, США) — американський професійний баскетболіст, грає на позиції атакуючого захисника за збірну Американських Віргінських островів.

## Професійна кар'єра

### КТП (2017-2018)
Едвін розпочав свою професійну кар'єру КТП у фінській Коріслізі. Він набирав у середньому 15,3 очка та 6,0 підбирань у 41 грі протягом сезону новачка. Де завершив сезон на в плей-офф 1-4 програвши в серії 3-1 Вілпасу.

### Хімік (2018-2019)
У серпні 2018 року Едвін підписав контракт з українським клубом «Хімік» української баскетбольної Суперліги . Брав важливу участь у боротьбі «Хіміка» за чемпіонство Суперліги України 2018–19. За «Хімік»  він набирав у середньому 15,8 очка за гру. Взявши золоті медалі української баскетбольної Суперліги, став MVP турніру.

### Київ-Баскету (2019-2020)
29 липня 2019 року Едвін підписав контракт з українським «Київ-Баскетом». Де виборов срібні медалі чемпіонату  Суперліги. 

### Прометей (2020-2021)
На сезон 2020–2021 Едвін підписав контракт зі своєю третьою українською командою «Прометей» і вдруге став чемпіоном української баскетбольної Суперліги. Едвін набирав у середньому 11,3 очка, 6,3 підбирання та 4,3 передачі за «Прометей». 

### Хімік (2021-2022)
Едвін повернувся до «Хіміка» у 2021 році та набирав у середньому 12 очок, 4,5 підбирання та 3,3 передачі за гру. 

### Работнички (2021-2022)
11 лютого 2022 року він підписав контракт з «Работнички» з Македонської ліги.

### Атомерому Пакс (2022-2023)
Сезон розпочав з нового виклику підписав контракт з Атомеромом з угорської ліги НБ І. А, завершив чемпіонат в зоні виживання.

## Досягнення
Україна
- Українська ліга Чемпіон (2): 2019, 2021.

- Українська ліга Срібний призер : 2020.

### Індивідуальні нагороди
- MVP Українська ліга : 2019.

## Статистика за матч
| Корісліга             |                |    |       |      |     |     |     |
| 2017-2018             | КТП            | 44 | 27.8  | 15.4 | 6.1 | 2.2 | 1.2 |
| Суперліга України     |                |    |       |      |     |     |     |
| 2018-2019             | Хімік          | 38 |       | 16.4 | 6.2 | 4.9 |     |
| 2019-2020             | Київ-Баскет    | 13 |       | 9.8  | 3.8 | 4.3 |     |
| 2020-2021             | Прометей       | 21 |       | 10.3 | 5.2 | 4.0 |     |
| 2021-2022             | Хімік          | 26 | 23.2  | 12.0 | 4.5 | 3.3 | 0.7 |
| Перша ліга Македонії  |                |    |       |      |     |     |     |
| 2021-2022             | Работнички     | 10 | 34. 4 | 20.0 | 5.5 | 8.9 | 1.8 |
| Угорська ліга НБ І. А |                |    |       |      |     |     |     |
| 2022-2023             | Атомерому Пакс | 35 | 33.5  | 17.5 | 6.4 | 6.4 | 1.1 |